# IIFA Award/Beste Liedaufnahme
Die Gewinner des IIFA Best Song Recording Award waren:
| Jahr | Gewinner                                        | Film                         | Deutscher Titel                                    | Song                                |
| ---- | ----------------------------------------------- | ---------------------------- | -------------------------------------------------- | ----------------------------------- |
| 2000 | Satish Gupta                                    | Kachche Dhaage               | —                                                  | Kaali Die Nahin Jaan Bhi Yeh Mangda |
| 2001 | Satish Gupta                                    | Kaho Naa... Pyaar Hai        | Kaho Naa ... Pyaar Hai – Liebe aus heiterem Himmel | —                                   |
| 2002 | Vijay Benegal                                   | Dil Chahta Hai               | Dil Chahta Hai                                     | —                                   |
| 2003 | Daman Sood, Bishwadeep Chatterjee, Tanay Gajjar | Devdas                       | Devdas – Flamme unserer Liebe                      | —                                   |
| 2004 | Satish Gupta                                    | Koi Mil Gaya                 | Sternenkind – Koi Mil Gaya                         | —                                   |
| 2005 | Satish Gupta                                    | Murder                       | —                                                  | —                                   |
| 2006 | Bishwadeep Chatterjee                           | Parineeta: The Married Woman | Parineeta – Das Mädchen aus Nachbars Garten        | —                                   |
| 2007 | Hitendra Ghosh                                  | Rang De Basanti              | Rang De Basanti – Die Farbe Safran                 | —                                   |
| 2008 | H. Sridhar                                      | Guru                         | Guru                                               | —                                   |
| 2009 | Purple Haze, Abhay Runade                       | Rock On!                     | —                                                  | —                                   |
| 2010 | Bishwadeep Chatterjee, Sachin K. Sanghvi        | 3 Idiots                     | 3 Idiots                                           | —                                   |
| 2011 | Vijay Dayal                                     | Band Baaja Baaraat           | Die Hochzeitsplaner – Band Baaja Baaraat           | —                                   |
| 2012 | Vijay Dayal                                     | RA.One                       | RA.One – Superheld mit Herz                        | Chammak Challo                      |
| 2013 | Eric Pillai                                     | Barfi!                       | Barfi – Liebe braucht keine Worte                  | Ala Barfi                           |
| 2014 | Vinod Verma                                     | Chennai Express              | Chennai Express                                    | Lungi Dance                         |